# Seznam čeških biatloncev
Seznam čeških biatloncev.

## A
- Jiřína Adamičková-Pelcová

## C
- Lucie Charvátová

## Č
- Irena Česneková

## D
- Markéta Davidová

## E
- Ondřej Exler

## H
- Zdeněk Hák
- Tomáš Holubec
- Kateřina Holubcová
- Vítězslav Hornig

## J
- Vít Jánov
- Jessica Jislová

## K
- Mikuláš Karlík
- Gabriela Koukalová
- Michal Krčmář
- Lukáš Kristejn
- Tomáš Krupčík

## L
- Jitka Landová

## M
- Jonáš Mareček
- Jan Matouš
- Tomáš Mikyska
- Ondřej Moravec

## P
- Eva Puskarčíková

## Š
- Jaromír Šimůnek
- Michal Šlesingr
- Jakub Štvrtecký

## T
- Barbora Tomešová

## V
- Adam Václavík
- Zdeňka Vejnarová
- Tereza Vinklárková
- Zdeněk Vítek
- Veronika Vítková
- Tereza Voborníková

## Z
- Michal Zak
- Veronika Zvařičová

## Ž
- Milan Žemlička